# Подгуже (Келецький повіт)
Подгуже (пол. Podgórze) — село в Польщі, у гміні Бодзентин Келецького повіту Свентокшиського воєводства.
Населення — 224 особи (2011).
У 1975-1998 роках село належало до Келецького воєводства.

## Демографія
Демографічна структура на день 31 березня 2011 року:
|          | Загалом | Допрацездатний вік | Працездатний вік | Постпрацездатний вік |
| -------- | ------- | ------------------ | ---------------- | -------------------- |
| Чоловіки | 128     | 29                 | 90               | 9                    |
| Жінки    | 96      | 20                 | 55               | 21                   |
| Разом    | 224     | 49                 | 145              | 30                   |